# Daimler Riemenwagen
Daimler Riemenwagen (у перекладі — «автомобіль Даймлера з пасовим приводом») — легковий автомобіль каретного типу, спроектований німецькими інженерами Готтлібом Даймлером і Вільгельмом Майбахом у 1895 році. Оснащувався ранньою версією двоциліндрового двигуна внутрішнього згоряння «Phönix», що розвивав потужність від 2 до 8 кінських сил залежно від модифікації і який розташовувався в задній частині транспортного засобу.
На автомобілі були використані три винаходи Майбаха: карбюратор з розпилювачем, двоциліндровий двигун внутрішнього згоряння «Phönix» та трансмісія на базі пасового привода. На основі Daimler Riemenwagen було сконструйовано перше у світі моторизоване таксі (модель «Victoria») і вантажний автомобіль. Виробництво автомобіля було повністю припинене у 1899 році із заміною його на модель «Daimler Phönix» із досконалішим передньомоторним компонуванням.

## Історія

### Розробка

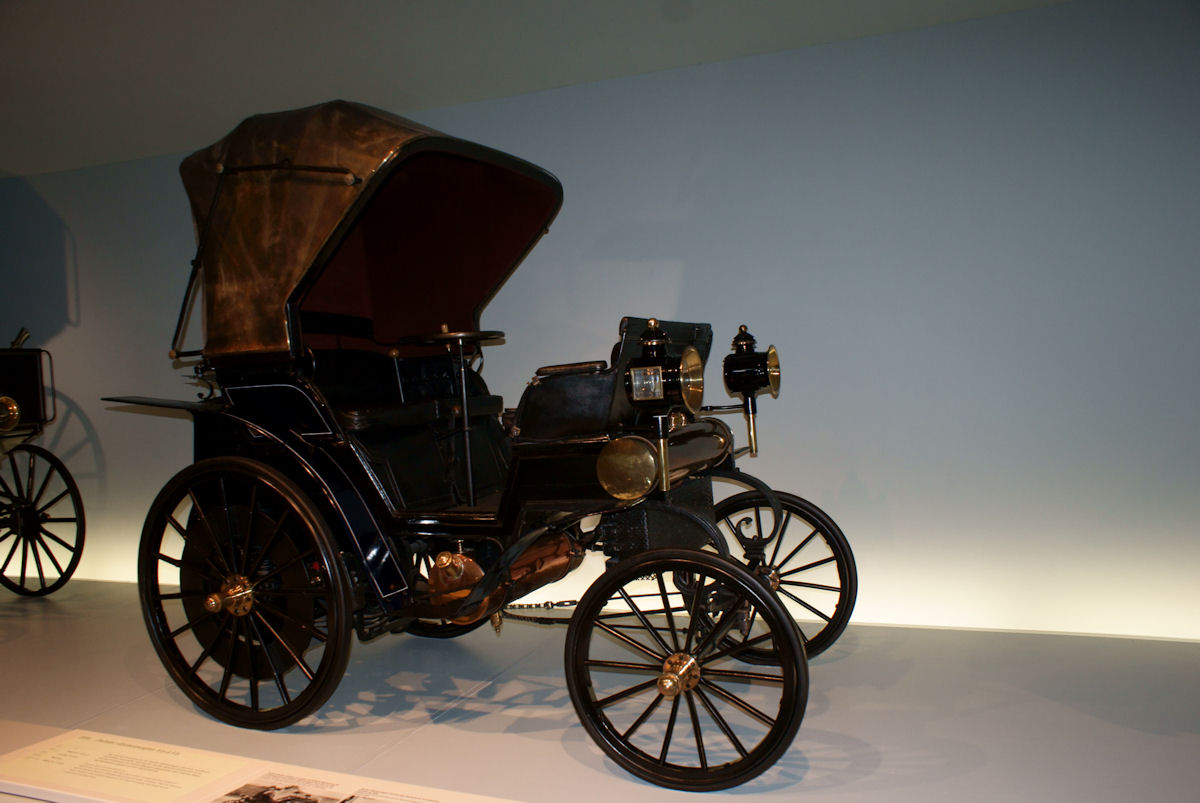
«Daimler Riemenwagen» у кузові «Vis-á-Vis» (1896)

В жовтні 1892 року на прохання Готліба Даймлера його друг і компаньйон по бізнесу Вільгельм Майбах взяв в оренду консерваторію колишнього готелю «Hermann» у місті Канштатті і разом з дванадцятьма робітниками та п'ятьма учнями продовжив проектно-конструкторські роботи над двигуном внутрішнього згоряння. В результаті наполегливої праці Готліб Даймлер, його син Пауль і Вільгельм Майбах у 1894 році створили силовий агрегат «Phönix», в конструкції якого було використано литий блок з двома паралельно розташованими циліндрами і розподільний вал для керування випускними клапанами. Як пальне для роботи двигуна застосовували продукти нафтопереробки. У вересні 1894 року Майбах уже після того, як він покинув DMG через суперечки із співзасновниками (компанію також покинув і Даймлер), подав заявку на патенти на винаходи системи охолодження, маховика і пасової передачі, які він розробив.
Основним результатом роботи Майбаха в готелі «Hermann» був проект під назвою «Riemenwagen» — автомобіля каретного типу із встановленим у задній частині кузова двигуном внутрішнього згоряння, крутний момент якого передавався до задніх коліс через ремінну передачу з 4 швидкостями. Також в основу конструкції ліг новий карбюратор із соплом розпилення пального, пращур сучасного карбюратора.

### Прем'єра
Реалізація проекту відбулася в листопаді 1895 року на заводі фірми Daimler-Motoren-Gesellschaft відразу ж після повернення обох німецьких інженерів назад на керівні посади компанії. Інженери розробили декілька варіантів моделі транспортного засобу з різними версіями двигуна «Phönix»: з робочим об'ємом 760, 1025, 1060, 1530 і 2190 см3 і потужністю 2, 3, 4, 6 і 7,5-8 кінських сил відповідно. Загалом було вироблено близько 150 одиниць автомобіля з трансмісією на пасовій передачі під офіційною назвою «Daimler Motorkutsche» («Моторизована карета Даймлера»). Так називався перший в історії прототип чотириколісного механічного транспортного засобу з двигуном внутрішнього згоряння розроблений Готтлібом Даймлером і Вільгельмом Майбахом у 1886 році. Більшість автомобілів Daimler Riemenwagen оснащувалося двигунами потужністю у 4 кінські сили.
У 1895 році, «Daimler Riemenwagen» взяв участь у параді в Істборні (Східний Сассекс, Англія).
Консул Австро-Угорщини, підприємець і аматор автомобільних перегонів Еміль Єллінек, відомий як співавтор одного з перших автомобілів сучасного типу («Mercedes 35 PS»), познайомився з продукцією компанії «Daimler-Motoren-Gesellschaft» саме завдяки даній моделі. У жовтні 1897 року він отримав свій перший автомобіль від німецького автовиробника: 6-сильну версію «Riemenwagen» у кузові дубль-фаетон (англ. Double Phaeton). Це була та ж модель, на якій Даймлер і Майбах випробовували систему електричного запалювання, яку Карл Бенц, їх основний конкурент, використовував на своїх автомобілях з самого початку. У липні наступного року автомобіль потужністю 8 кінських сил, оснащений системою електричного запалювання низької напруги (магнето) виробництва фірми Bosch, був випробуваний Отто Зальцером під час п'ятиденного пробігу австрійськими Альпами. Завдяки досвіду, накопиченому в ході цієї поїздки, конструкція двигуна зазнала модернізації і з цього моменту в ній більше не ставилась система запалювання на гарячих трубках, характерна для двигунів фірми DMG того часу.
З 1897 року автомобіль став поступово витіснятись новою моделлю з удосконаленим двигуном «Phönix», що отримала назву — «Daimler Phönix». У 1899 році виробництво «Riemenwagen» було повністю припинене.
Незважаючи на те, що модель «Riemenwagen» не зробила вирішального впливу на розвиток автомобільної техніки (за винятком свого двигуна, який продовжив розвиватися і поширювався за ліцензією у Франції, тим самим сприяючи популяризації та розвитку автомобільної промисловості), вона проте, зайняла своє місце в історії: автомобіль став у 1896 році першим моторизованим таксі у світі, а також на базі його основних вузлів у тому ж році було створено першу у світі вантажівку з двигуном внутрішнього згоряння.

## Перше моторизоване таксі

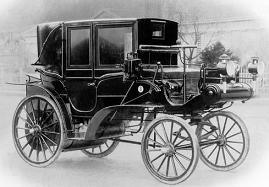
Моторизоване таксі «Daimler Victoria» (1897)

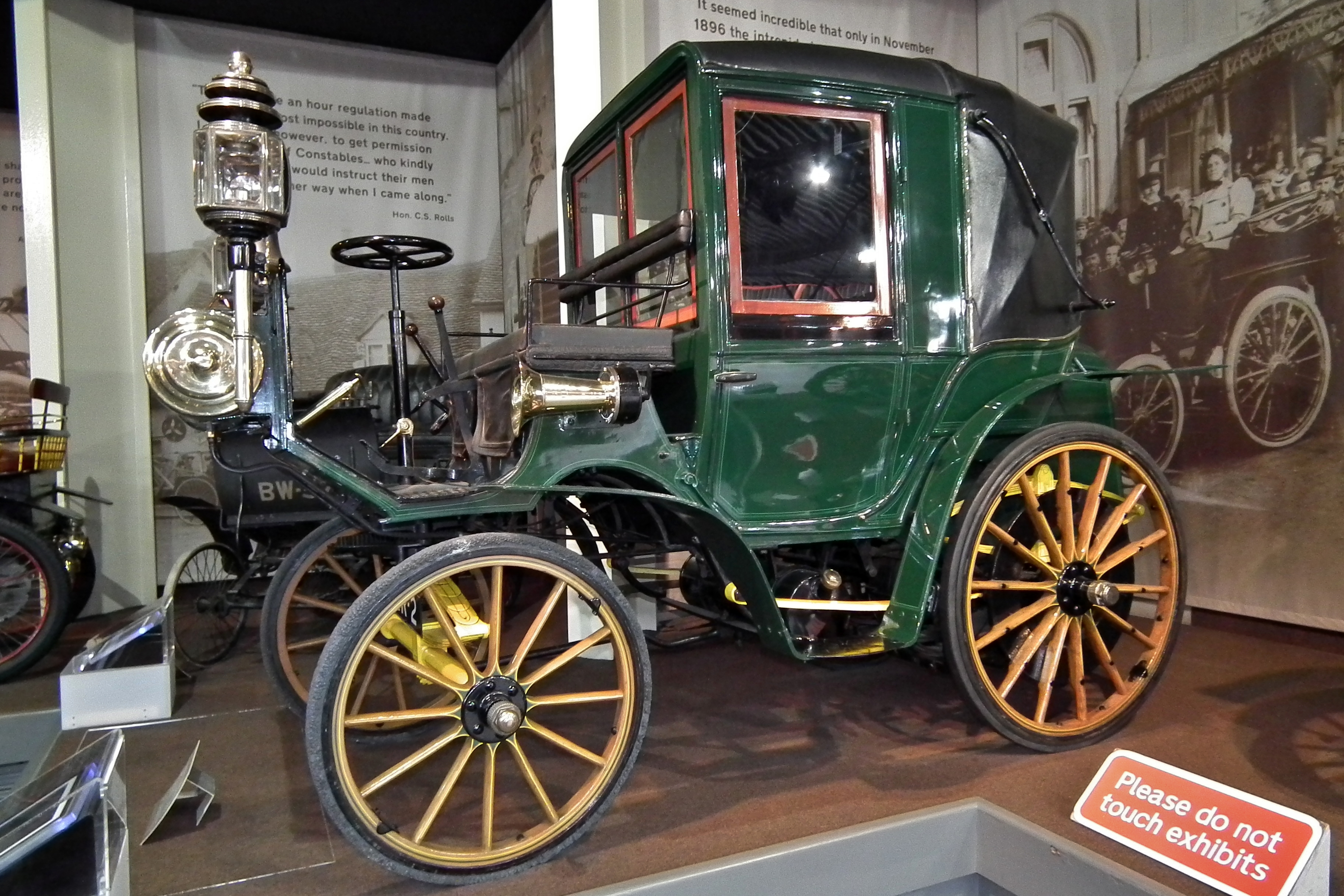
«Daimler Riemenwagen» в Англії

26 червня 1896 року оператор з перевезення вантажів у Штутгарті Фрідріх Грейнер зробив замовлення в Канншаті на модель «Victoria» з кузовом ландо і таксометром для експлуатації транспортного засобу як таксі. Автомобіль за номером замовлення 1329 було поставлено замовнику у травні 1897 года. Транспортна компанія Грейнера, яку він незабаром перейменував на «Daimler Motorized Cab Company», стала першим у світі таксомоторним бізнесом. Раніше ніхто інший не наважувався використовувати автомобіль, винайдений лише десятьма роками раніше, як таксі, хоча Даймлер спеціально рекомендував моторизовану карету з чотиришвидкісною ремінною передачею і двоциліндровим двигуном для цих цілей ще у 1896 році. Перше моторизоване таксі у світі з'явилося на вулицях Штутгарта на початку літа 1897, отримавши дозвіл на здійснення своєї діяльності від поліції в червні. Автомобіль мав кілька особливостей: у пасажирському салоні була встановлена система обігріву на задніх сидіннях, а дах у задній частині кузова міг відкриватись у хорошу погоду. Крім того, на прохання клієнтів можна було навіть зняти всю верхню частину кузова разом з дахом та дверима, перетворюючи таксі на автомобіль з відкритим верхом.
Фрідріху Грейнеру довелося інвестувати значні кошти в оновлення власного бізнесу: вартість автомобіля становила на той час 5530 німецьких марок. Крім того, підприємець змушений був платити орендну плату за таксометр. Тим не менше, інвестиції у нову технологію окупились: завдяки двигуну внутрішнього згоряння автомобіль міг проїхати за день приблизно 70 кілометрів — значно більше, ніж кінні екіпажі. Визнання серед клієнтів було посилене тим фактом, що моторизоване таксі стало абсолютно новим досвідом. Такий тип транспорту вважався розумним та швидким, а поїздка на борту подібного автомобіля обіцяла сплеск емоцій та чимало хвилювання. Інтерес пасажирів до моторизованого таксі спонукав оператора вантажних перевезень вкласти гроші у додаткові транспортні засоби. Так, до 1899 Грейнер мав на балансі свого підприємства в цілому сім автомобілів «Riemenwagen».
Зі Штутгарта ідея моторизованого таксі почала поширюватися по світу. Після 1899 року у великих містах Європи було відкрито безліч компаній із вантажопасажирських перевезень, у яких використовувалися автомобілі Даймлера. У Берліні клієнти могли скористатися цим видом транспорту на Фрідріх-штрасе; в Гамбурзі перші моторизовані таксі вишиковувалися вздовж вулиці Юнгфернштіг. Компанії з моторизованим таксі були також засновані в Парижі, Лондоні, Відні та інших містах. Навколо нового виду послуг утворився певний ажіотаж, до участі в якому приєдналися різні засоби масової інформації. В той час, як деякі висловлювали свій ентузіазм з приводу нової технології, в інших не було нічого, крім критики щодо моторизованих таксі, оскільки вони часто ставали причиною нещасних випадків і лякали коней. У відповідь на подібні нападки було запропоновано ідею проходження уроків водіння для водіїв таксі. Багато хто з колишніх кучерів пройшли подібні курси з метою перекваліфікуватися на водія нового моторизованого транспорту. На початку XX століття через зростання автомобільної промисловості кількість автомобілів у сфері вантажопасажирських перевезень почала постійно зростати.

## Перша вантажівка з двигуном внутрішнього згоряння

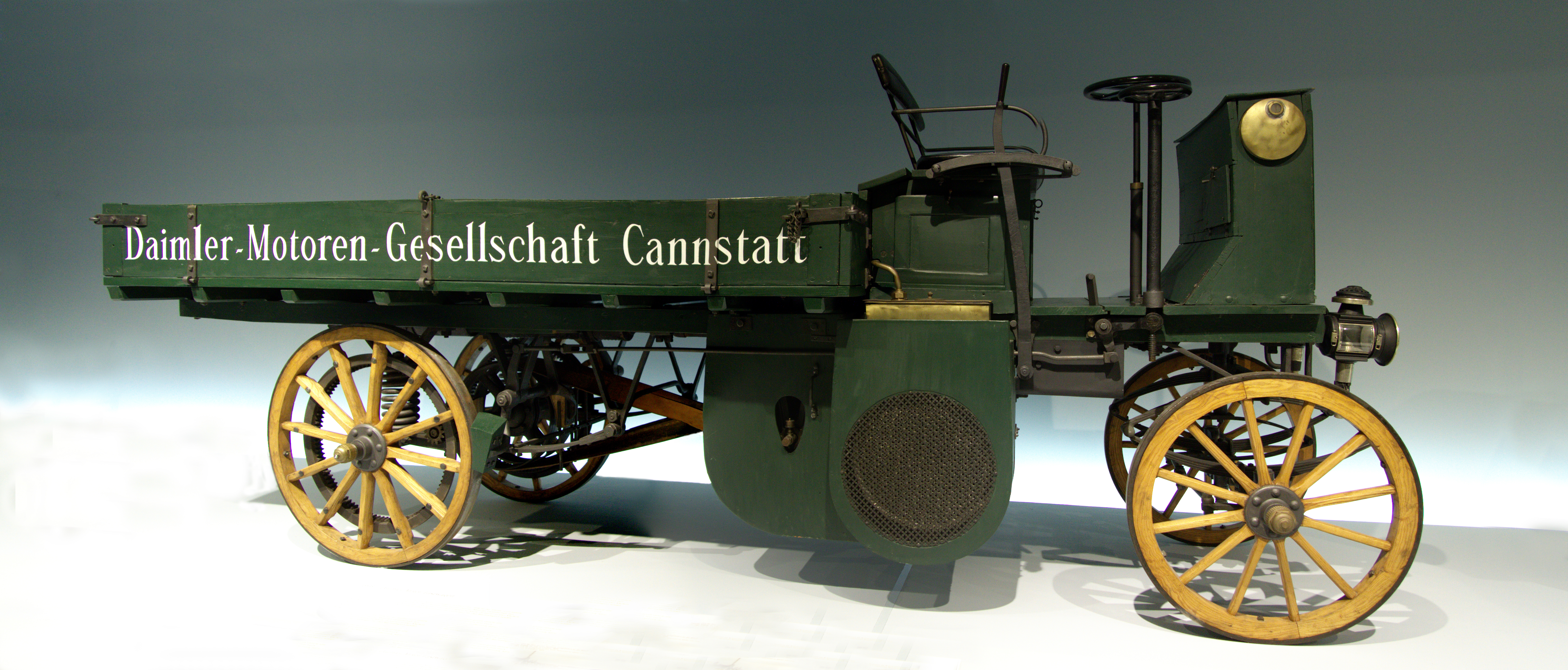
«Daimler Lastwagen» у музеї Мерседес-Бенц, Штутгарт

У 1896 році на основі розробок, застосованих у моделі «Riemenwagen», було створено перший у світі вантажний автомобіль із розміщеним у задній частині кузова двоциліндровим двигуном внутрішнього згоряння потужністю у 4 кінські сили — «Daimler Motor-Lastwagen». Як кузов транспортного засобу використовувався перероблений кінний віз із шасі з поперечно встановленими повністю еліптичними листовими ресорами спереду і спіральними пружинами ззаду. Складна система підвіски була важливою не лише через погані дорожні умови того часу, а й через високу чутливість двигуна до вібрацій. Автомобіль оснащувався дерев'яними колесами із залізним покриттям. У бічній частині платформи розміщувався великий напис «Daimler-Motoren-Gesellschaft Cannstatt».

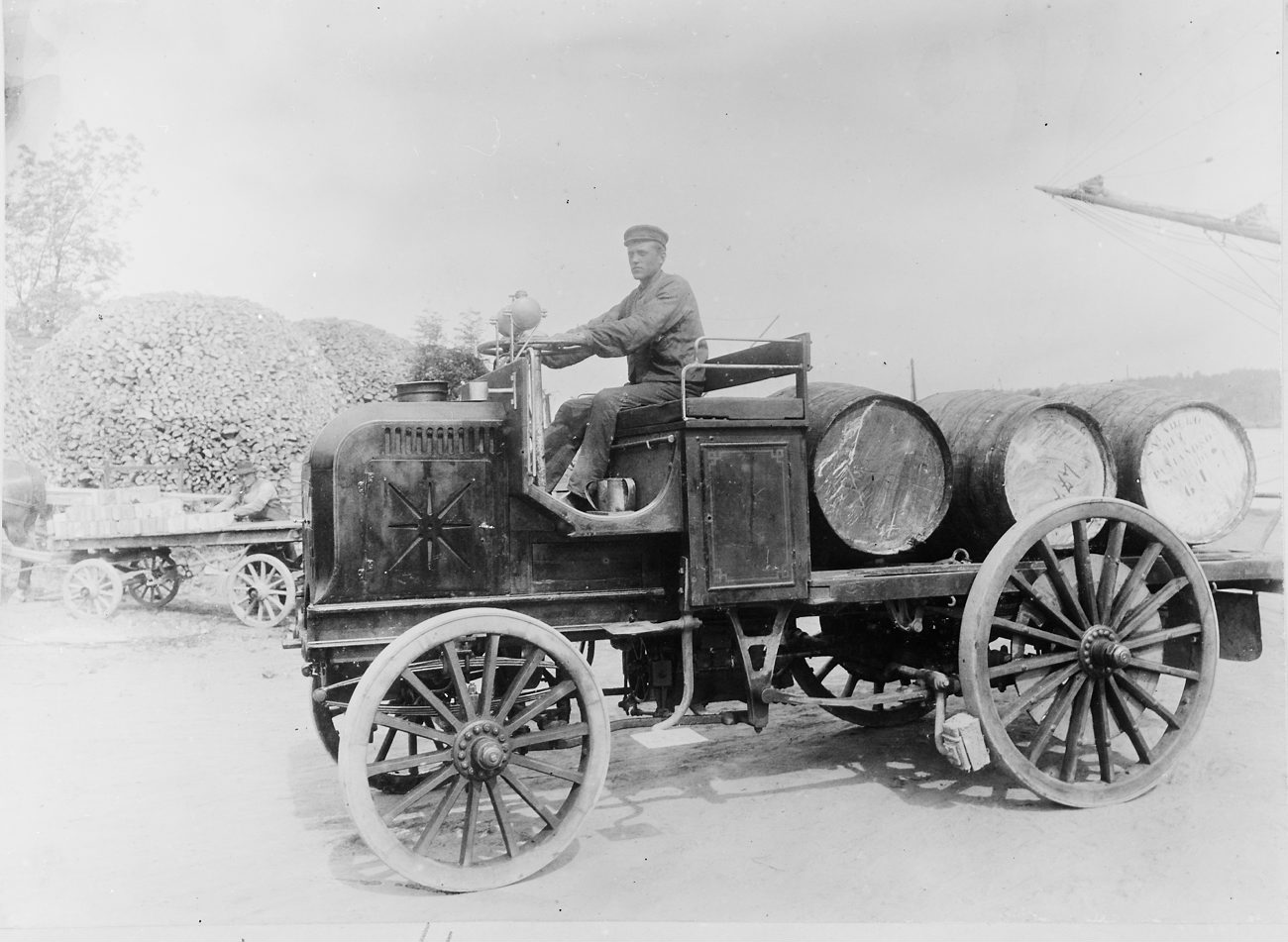
Вантажний автомобіль Даймлера, Стокгольм (1898)

У 1897 році, через рік після створення першої версії вантажного транспортного засобу, автомобіль уже отримав удосконалену конструкцію, яка чітко відрізняла його від легкового автомобіля і проклала шлях до збільшення корисного навантаження. Двигун було розташовано у передній частині транспортного засобу перед передньою віссю. Передача потужності від силового агрегату здійснювалася через коробку передач із чотирма швидкостями, повнорозмірний поздовжній вал та шестерні приводу задніх коліс. Модернізації зазнали як трансмісія, так і двигун, який оснастили низьковольтним магнето фірми Bosch замість старої трубки розжарювання. Робочий об'єм силового агрегату збільшили до 2,2 літра. Радіатор охолодження отримав трубчасту конструкцію.
Проте інтерес до вантажних автомобілів того часу був вкрай слабким. У Європі було прийнято вважати, що двигуни внутрішнього згоряння підходять для легкових автомобілів, а на комерційних транспортних засобах є сенс використовувати парові та електричні двигуни. У книзі замовлень компанії, що збереглися до наших днів, є записи 9 замовлень на 5-тонні версії вантажного автомобіля. Сім з них експлуатувались у броварнях для розвезення пива.